# Queensland central

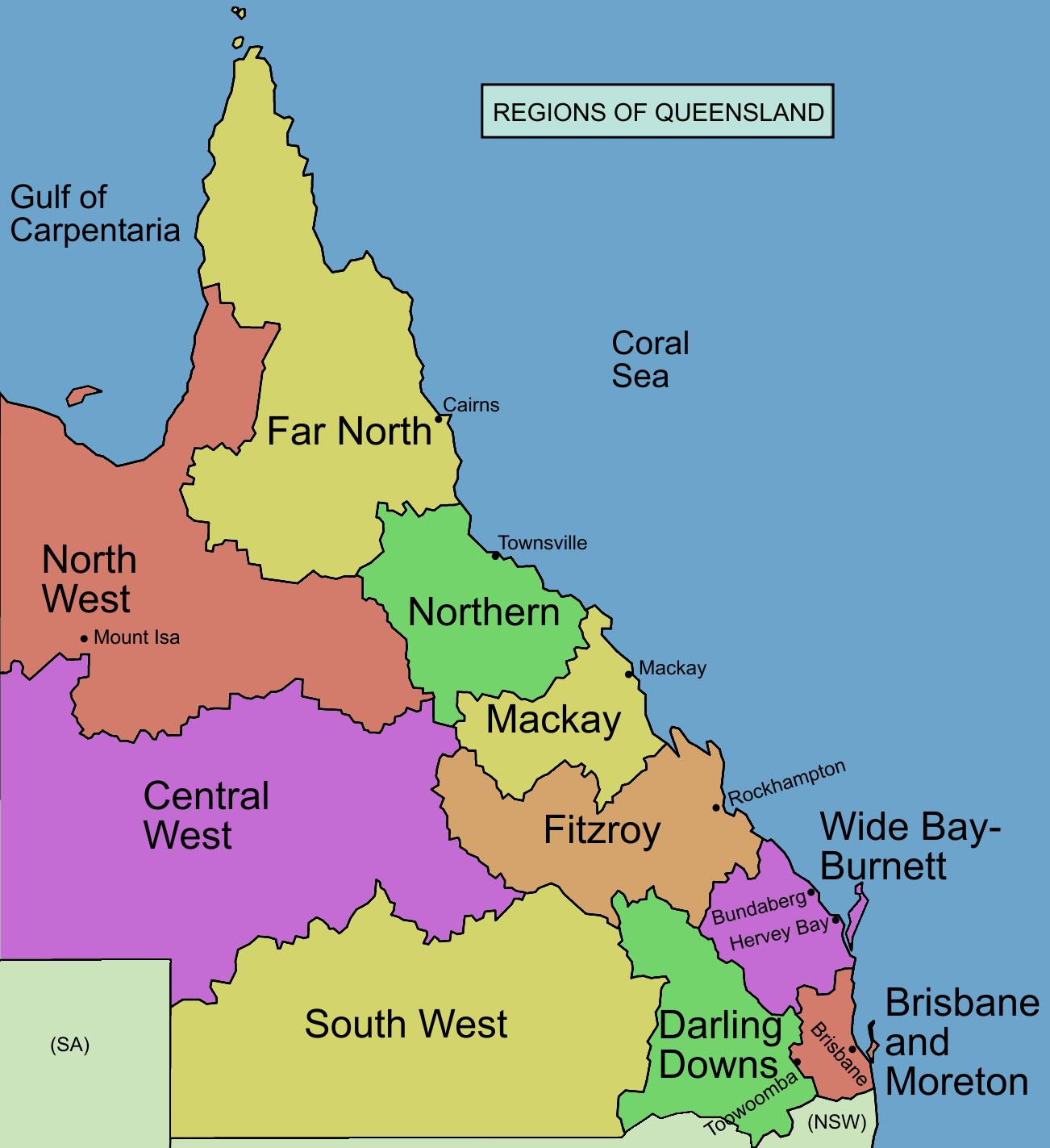
Anciennes régions du Queensland

Le Queensland central (en anglais : Central Queensland), aussi appelé « Capricornie », est une zone géographique de l'État du Queensland située sur la côte orientale de l'Australie, de part et d'autre du tropique du Capricorne. Sa métropole régionale est Rockhampton. Il ne s'agit pas d'une collectivité territoriale mais plutôt d'un secteur géographique utilisé par l'administration australienne dont les limites précises ont varié au cours du temps. C'est l'une des principales régions exportatrices de charbon d'Australie.
La région est délimitée par la côte du Capricorne jusqu'aux hauts plateaux du centre, la ville d'Emerald, la région de Mackay et la ville de Gladstone.
Le recensement de 2021, a estimé la population totale des six zones d'administration locales qui la composent à 228 246 habitants.

## Géographie

### Situation
La zone géographique correspondant au Queensland central est délimitée par la route Dawson entre Gladstone et Springsure ; l'autoroute Gregory entre Springsure et Clermont, et l'autouroute Peak Downs entre Clermont et l'échangeur North Queensland via Mackay jusqu'à l'extrémité de la côte Est.

### Zones d'administration de la région
La région du Queensland central se compose des zones d’administration locale suivantes :
| Nom                           | Siège du Conseil | Année de Fondation | Superficie (km2) | Population | Population | Carte |
| Nom                           | Siège du Conseil | Année de Fondation | Superficie (km2) | (2013),    | (2018),    | Carte |
| ----------------------------- | ---------------- | ------------------ | ---------------- | ---------- | ---------- | ----- |
| Région des Central Highlands  | Emerald          | 2008               | 59 835           | 29 782     | 28 645     |       |
| Région de Gladstone           | Gladstone        | 2008               | 10 484           | 62 158     | 62 979     |       |
| Région d'Isaac                | Moranbah         | 2008               | 58 708           | 23 284     | 20 934     |       |
| Comté de Livingstone          | Yeppoon          | 2014               | 11 758           | 35 279     | 37 638     |       |
| Région de Rockhampton         | Rockhampton      | 2008               | 6 570            | 81 745     | 81 067     |       |
| Comté aborigène de Woorabinda | Woorabinda       | 1986               | 391              | 994        | 1 005      |       |

### Villes
Les principales villes de la région sont Emerald, Gladstone et Rockhampton. Les autres localités de cette partie de la côte du Capricorne sont Byfield, Yeppoon, Great Keppel Island, Emu Park et Cawarral.

### Zones protégées

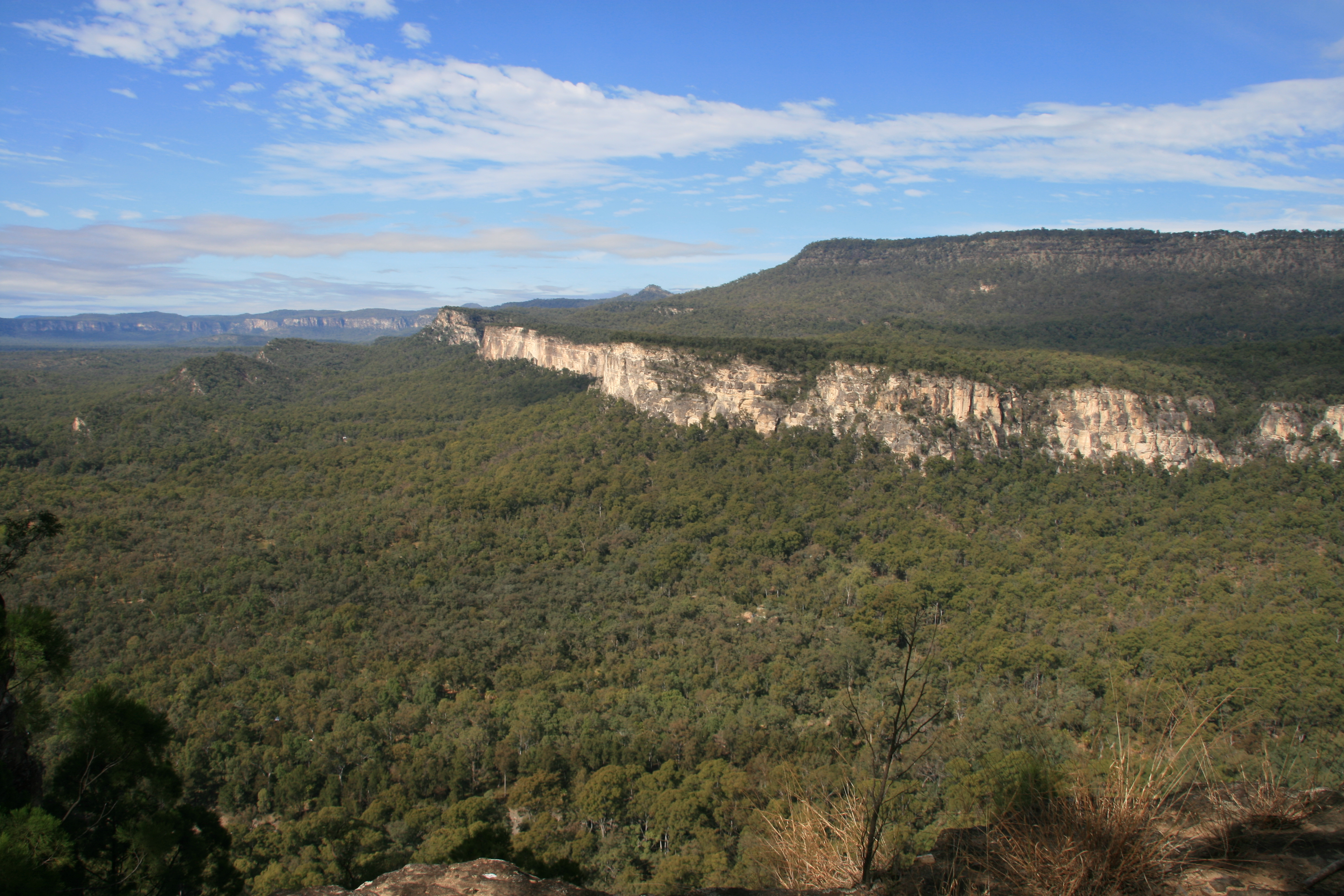
LEs orges de Carnarvon vues depuis Boolimba Bluff en 2010

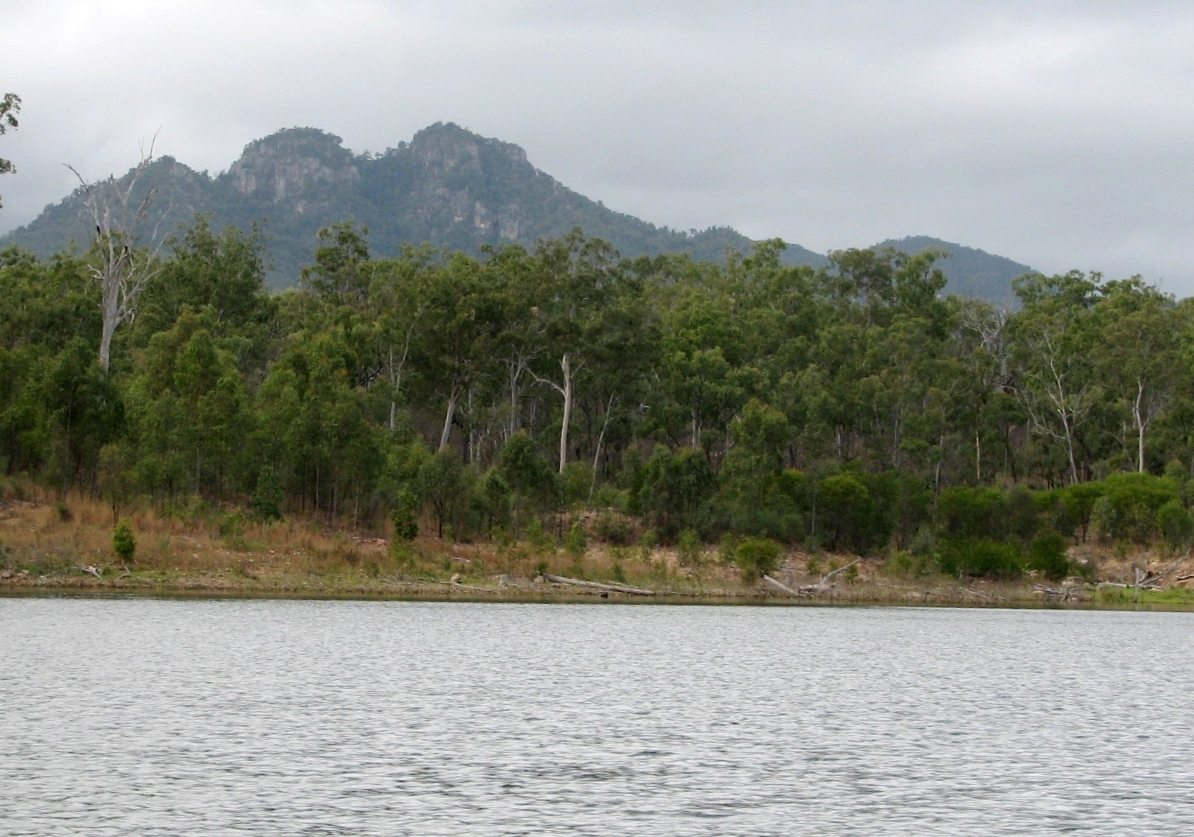
Le Mont Castletower et le lac Awoonga

La région compte 33 parcs nationaux. L’île de  Great Keppel est une attraction touristique connue pour ses récifs coralliens depuis les années 1960. À l'ouest de la région, les hauts plateaux du centre du Queensland et les gorges de Carnarvon  sont protégées dans le parc national de Carnarvon. Ce parc offre des paysages de falaises de grès blanc et de gorges escarpées sillonnées par de nombreux sentiers de randonnée. Sa flore et sa faune est d'une très grande richesse . Le parc national de Kroombit Tops offre un habitat propice à la grenouille de Pléioné. Le Deepwater National Park est un bon endroit pour observer les tortues. De novembre à mars, trois espèces de tortues pondent leurs œufs sur des plages protégées du parc.

## Histoire
En 1889, les habitants de la région de Rockhampton ont créé la Ligue de séparation territoriale du Queensland central dans le but de faire du Queensland Central un véritable État. Ce mouvement sécessionniste estimait que Brisbane, la capitale du Queensland, était trop éloignée des parties vives de l’État qui étaient localisées au centre. La situation de cette ville, à l'extrémité sud-est de l'État, la tenait trop éloignée des citoyens du centre. Ceux-ci voyaient leurs intérêts  négligés au détriment de ceux du sud. Pour compléter la Ligue de séparation territoriale du Queensland central, les citoyennes de Rockhampton ont aussi créé leur propre ligue de séparation en octobre 1892. Leur objectif principal était de rédiger une pétition destinée à la reine Victoria. Le texte d'introduction exposait leurs griefs et soulignait l'immensité du Queensland : douze fois la superficie de l'Angleterre et du Pays de Galles, et une taille plus grande que celle de la France, de l'Allemagne, de l'Espagne et du Portugal réunis.

## Économie

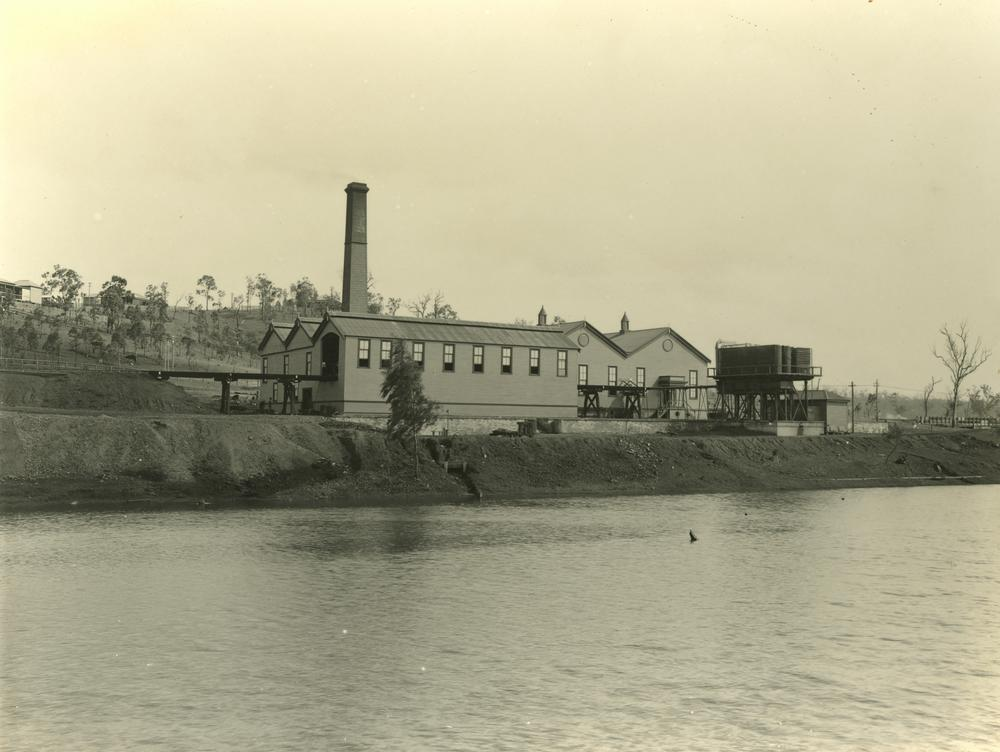
Usine de traitement de l'or à Mount Morgan (1903)

Le Queensland Central est une importante région industrielle. Le secteur primaire y tient une place prépondérante notamment dans la production d'aliments et de fibres. Le Queensland Central comprend le bassin de Bowen qui produit un charbon à coke de haute qualité et le port de Gladstone qui représente 40 % des recettes d'exportation de l'État. La rivière Fitzroy est le deuxième plus grand système fluvial d'Australie et offre d'importantes ressources (barrage de Fairbairn). Une importante fonderie d'aluminium est installée à Gladstone.

### Exploitation minière

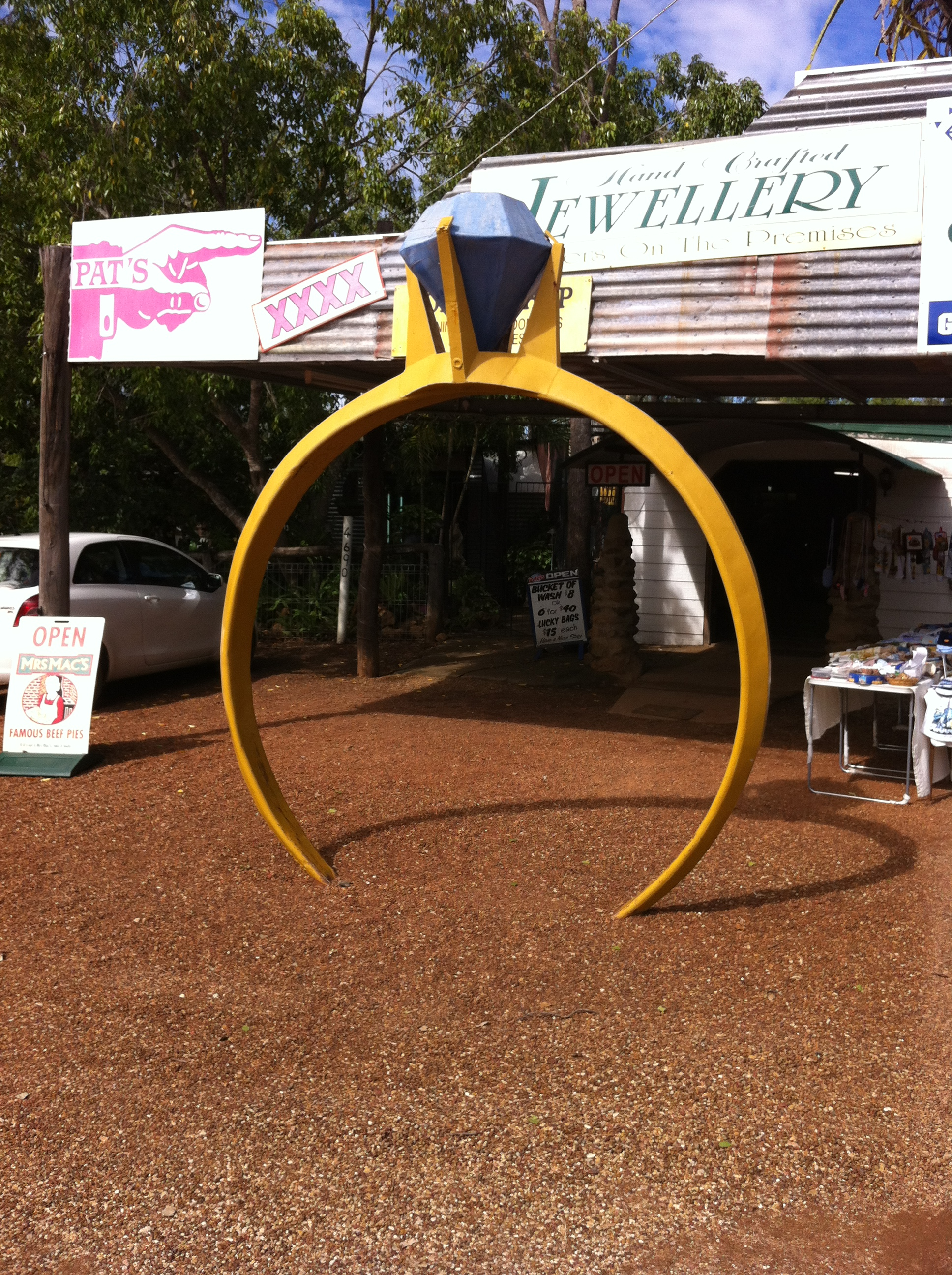
La grande bague au saphir à sapphire en 2012

La région du Queensland Central est l'un des principaux producteurs et exportateurs mondiaux de houille. C'est Ludwig Leichhardt qui a été le premier Européen à découvrir des gisements de charbon dans la région en 1845. Au cours de la période 2011-2012, la région a produit 40 % de la production totale de charbon du Queensland .
Le charbon qui est extrait dans le bassin de Bowen et acheminé vers les installations portuaires du port de Gladstone par le réseau ferroviaire de Blackwater ou vers Hay Point et Abbot Point par la ligne ferroviaire de Goonyella. L'extraction du charbon s'étend vers l'ouest dans le bassin de Galilée et nécessite une extension de la ligne Goonyella. De nombreuses mines de la région, notamment celles du bassin de la rivière Fitzroy, ont été gravement touchées par les  inondations du Queensland de 2010-2011 .
La région est également productrice d'or, d'argent, de calcaire, de gaz de houille, de magnésite et de pierres précieuses. Des gisements de saphirs y ont été découverts en 1875  et des gisements d'or ont été mis à jour dans la région du mont Morgan vers 1865. La mine Mount Morgan est aujourd'hui l'une des mines les plus riches d'Australie.
Les principales villes minières construites à cette occasion dans le Queensland Central sont Dysart, Middlemount, Moranbah, Mount Morgan et Moura. Depuis 1975 il y a eu trois catastrophes minières à Moura, elles ont entrainé la perte de 36 vies .

### Élevage bovin
Rockhampton s'enorgueillit d'être la « capitale australienne du bœuf », un titre contesté par la ville de Casino en Nouvelle-Galles du Sud. La production de viande bovine de la région s'appuie sur les terres à Brigalow et les prairies ; la région dispose de trois abattoirs . Tous les trois ans, Rockhampton organise l'exposition nationale Beef Australia qui promeut l'industrie bovine et offre des opportunités commerciales aux éleveurs australiens.

### L'épidémie de chancre des agrumes
En 2004, un verger de la ferme Evergreen a été le point de départ de l'épidémie de chancre des agrumes du Queensland Central. Une part importante des plantations d'agrumes a été touchée. Il a fallu détruire 24 km2 de cultures pour éviter que la maladie ne se propage à travers le pays . En 2005, de nouvelles épidémies se sont déclarées et il a fallu étendre la destruction des arbres aux jardins privés . La cause de l'épidémie n'a pas été pleinement expliquée malgré une enquête fédérale . En 2009, les autorités du gouvernement du Queensland ont déclaré le programme d'éradication terminé.

## Culture et enseignement

### Culture aborigène
Le gungabula (aussi appelé kongabula ou khungabula ) est une langue aborigène australienne parlée dans la vallée supérieur de la rivière Dawson. L'aire linguistique comprend des territoires faisant partie de la zone d'administration locale de la Région de Maranoa, et notamment les villes de Charleville, Augathella et Blackall ainsi que les Monts de Carnarvon .
Le Wadja (aussi appelé Wadjigu, Wadya, Wadjainngo, Mandalgu ou le Wadjigun) est une langue aborigène australienne du Queensland Central. L'aire linguistique comprend les zones d’administration locale du comté aborigène de Woorabinda, de la région des Central  Highlands, ainsi que les plateaux de Blackdown, la rivière Comet, l'Expedition Range, et les bourgs de Woorabinda, Springsure et Rolleston .
Le Yagalingu (aussi appelé Jagalingu, Auanbura, Kokleburra, Owanburra, Kowanburra, Wagalbara ou Djagalingu ) est une langue aborigène australienne du Queensland Central. Son aire linguistique traditionnelle se trouvait dans la zone d'administration locale de la Région d'Isaac, des sources de la rivière Belyando jusqu'à Avoca, au nord jusqu'à Laglan, à l'ouest jusqu'à la Great Dividing Range, et à l'est et au sud jusqu'à la Drummond Range.
Le Yambina (aussi appelé Jambina ou Jambeena ) est une langue aborigène australienne du Queensland Central. Son aire linguistique traditionnelle correspond à la zone d'administration locale de la  Région des Central Highlands, ainsi que le Comté de Peak Downs, Logan Creek. Au sud, elle s'étend jusqu'à Avon Downs, à l'est jusqu'à Denham Range et Logan Downs et à l'ouest jusqu'à Elgin Downs et Solferino.
Le Yetimarala (aussi appelé  Jetimarala, Yetimaralla ou Bayali ) est une langue aborigène australienne du Queensland Central. Son aire linguistique traditionnelle se trouve dans la zone d'administration locale de la Région des Central Highlands (Chaîne Boomer, Chaîne Broadsound, vallées de la rivière Fitzroy, du fleuve Mackenzie, de la rivière Isaac et territoire de la Killarney Station) .

### Université
L'Université du  Queensland Central a des campus dans les villes d'Emerald, de Gladstone et de Rockhampton.

### Bibliothèques
Le Conseil régional des Central Highlands gère les bibliothèques suivantes :
- Bibliothèque d'Emerald
- Bibliothèque de Gemfields
- Bibliothèque de Blackwater
- Bibliothèque de Dingo
- Bibliothèque de Duaringa
- Bibliothèque de Capella
- Bibliothèque de Tieri
- Bibliothèque de Springsure
- Bibliothèque de Rolleston
- Bibliothèque de Bauhinia